# Aloysius Maryadi Sutrisnaatmaka
Aloysius Maryadi Sutrisnaatmaka MSF (nascido em 18 de maio de 1953) é um bispo católico romano da Indonésia.
Aloysius Maryadi Sutrisnaatmaka ingressou na Congregação dos Missionários da Sagrada Família e foi ordenado sacerdote em 6 de janeiro de 1981 pelo Arcebispo de Semarang e Vigário Militar da Indonésia, cardeal Justino Darmojuwono. 
O Papa João Paulo II o nomeou Bispo de Palangkaraya em 23 de janeiro de 2001. O Arcebispo de Jacarta e Bispo Militar da Indonésia, cardeal Julius Riyadi Darmaatmadja SJ, o ordenou bispo em 7 de maio do mesmo ano; Os co-consagradores foram Hieronymus Herculanus Bumbun OFMCap, Arcebispo de Pontianak, e Florentinus Sului Hajang Hau MSF, Bispo de Samarinda.